# Mil Mi-12

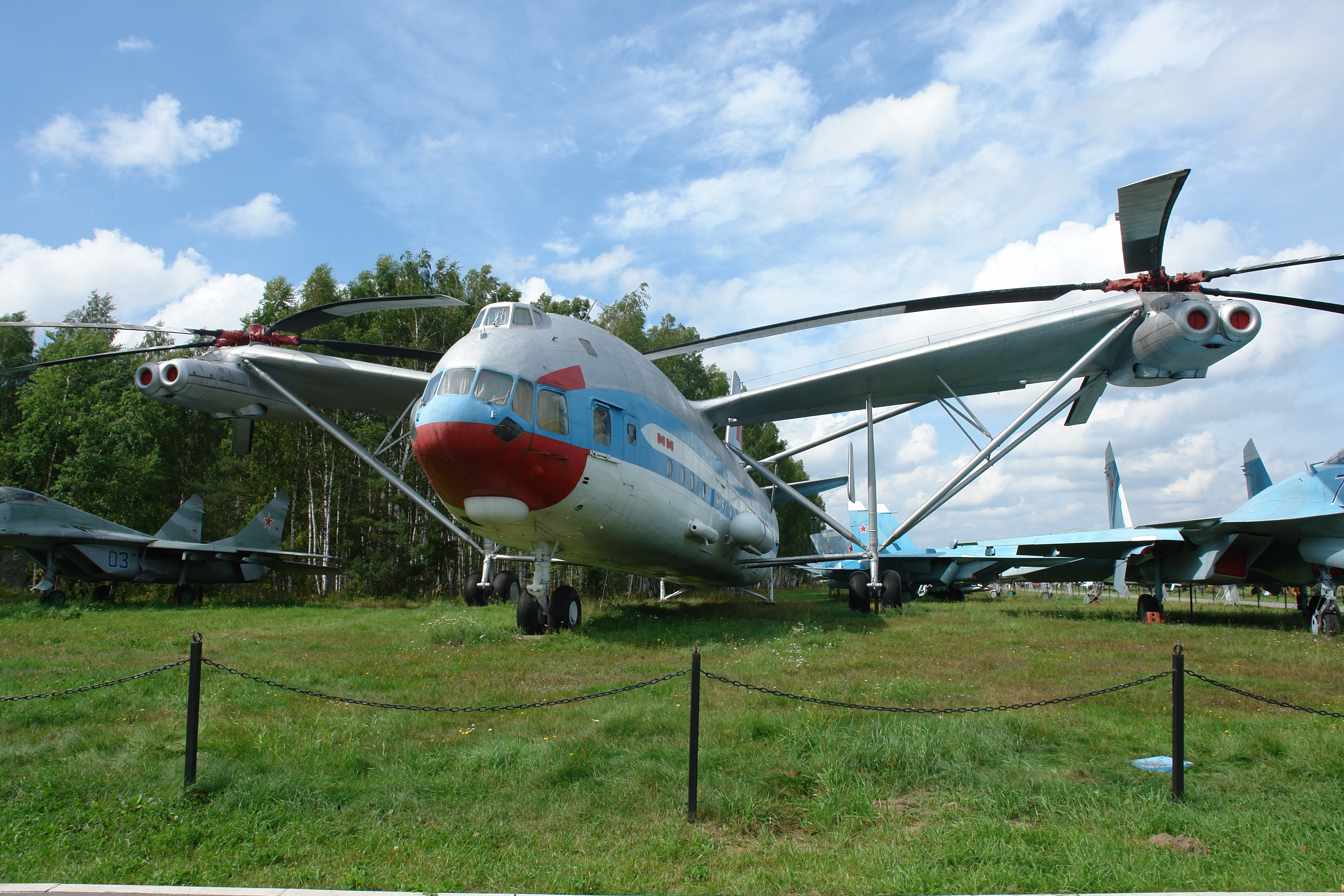
Mil Mi-12

De Mil Mi-12 (Russisch: Ми-12) (NAVO-codenaam: Homer) is een zware Sovjet transporthelikopter. Het is de grootste helikopter ooit gebouwd. 
De bouw van het eerste Mi-12 prototype begon in 1965, en hij vloog voor het eerst in 1968. In augustus 1969 hees de Mi-12 44.000 kg, tot een hoogte van 2500 meter, een wereldrecord. Er werd nog een Mi-12 gebouwd en tentoongesteld op de Parijse luchtvaartshow in 1971. Ondanks het wereldrecord voldeed de helikopter niet aan de eisen, en het programma werd afgeblazen, met slechts twee gebouwde exemplaren.
Één Mi-12 staat tentoongesteld in het Monino Air Force Museum in Rusland. De ander staat bij de Milfabriek in de buurt van Moskou.

## Specificaties
- Bemanning: 6
- Capaciteit: tot 25.000 kg vracht
- Lengte: 37,00 m
- Rotor diameter: 2× 35,00 m
- Hoogte: 12,50 m
- Leeggewicht: 69.100 kg
- Max takeoff gewicht: 105.000 kg
- Motoren: 4× Soloviev D-25VF turboshafts, met elk 4.847 kW
- Max snelheid: 260 km/h
- Plafond: 3.500 m
- Actieradius: 1.000 km